# Lenka Černá
Lenka Černá, née Lenka Pospíšilová le 13 mai 1966 à Olomouc, est une joueuse internationale tchécoslovaque puis tchèque de handball évoluant au poste de gardienne de but.

## Biographie
Lenka Černá débute le handball au DHK Zora Olomouc en 1975 et s'y fait remarquer au point d'être retenue avec la équipe nationale de Tchécoslovaquie en 1983 à seulement 17 ans. Elle participe ainsi au championnat du monde 1986, où elle remporte une médaille d'argent, puis aux Jeux olympiques de 1988, terminés à la 5e place.
Elle rejoint ensuite en 1991 le HK Slovan Duslo Šaľa avec lequel est remporte les deux dernières éditions du Championnat de Tchécoslovaquie en 1992 et 1993. Cette même année 1993 est marquée par la séparation de la République tchèque et de la Slovaquie et Lenka Černá rentre en Tchéquie en signant au HC Zlín avec lequel elle est élue pour les premières fois meilleure handballeuses de l'année en Tchéquie et remporte le Championnat de République tchèque en 1995.
Elle est alors recrutée par le ASPTT Metz et y évolue jusqu'en 2005,, excepté deux saisons en Allemagne au TV Lützellinden 1904 e.V. entre 2001 et 2003.

## Palmarès

### En club
- Championnat de Tchécoslovaquie
  - vainqueur en 1992, 1993
- Championnat de République tchèque
  - vainqueur en 1995 et 2006
- Championnat de France
  - vainqueur en 1996, 1997, 1999, 2000, 2004 et 2005
- Coupe de France
  - vainqueur en 1998 et 1999
- Coupe de la Ligue
  - vainqueur en 2005

### En équipe nationale
Jeux olympiques
- 5e place aux Jeux olympiques de 1988[2] de Séoul

championnats du monde
- finaliste du championnat du monde 1986
- 5e place au championnat du monde 1993

### Récompenses individuelles
- élue meilleure handballeuse tchèque de l'année en 1993, 1994, 1995, 1996, 1998 et 2004